# Porohnea, Volociîsk
Porohnea (în ucraineană Порохня) este o comună în raionul Volociîsk, regiunea Hmelnîțkîi, Ucraina, formată numai din satul de reședință.
Localitatea face parte din regiunea istorică Volânia, iar după tratatul de pace de la Riga din 1921 a devenit parte a Uniunii Sovietice.

## Demografie
Componența lingvistică a comunei Porohnea
     Ucraineană (98,42%)
     Rusă (1,35%)
Conform recensământului din 2001, majoritatea populației comunei Porohnea era vorbitoare de ucraineană (98,42%), existând în minoritate și vorbitori de rusă (1,35%).